# Polistes lycus
Polistes lycus är en getingart som beskrevs av Cameron 1901. Polistes lycus ingår i släktet pappersgetingar, och familjen getingar. Inga underarter finns listade i Catalogue of Life.